# Троян, Надежда Викторовна
Наде́жда Ви́кторовна Троя́н (бел. Надзея Віктараўна Траян; 24 октября 1921, Дрисса — 7 сентября 2011, Москва) — советская разведчица и медсестра партизанского отряда «Буря», Герой Советского Союза, кандидат медицинских наук, старший лейтенант медицинской службы.

## Биография
Родилась в Дриссе, Витебской области (Белоруссия), в семье служащего. Окончила 10 классов.
С началом Великой Отечественной войны, находясь на территории, временно оккупированной немецкими войсками, участвовала в работе подпольной организации в городе Смолевичи Минской области. Члены подпольной комсомольской организации, созданной на торфозаводе, собирали разведданные о противнике, пополняли ряды партизан, оказывали помощь их семьям, писали и расклеивали листовки. С июля 1942 года была связной, разведчицей, медсестрой партизанских отрядов «Сталинская пятёрка» (командир М. Василенко), «Буря» (командир М. Скоромник), бригады «Дяди Коли» (командир — Герой Советского Союза П. Г. Лопатин) в Минской области. Участвовала в операциях по взрыву мостов, нападении на вражеские обозы, не раз участвовала в боях. По заданию организации приняла участие совместно с М. Б. Осиповой и Е. Г. Мазаник в подготовке операции по уничтожению немецкого гауляйтера Белоруссии Вильгельма Кубе.
Об этом подвиге советских партизан рассказано в художественном фильме «Часы остановились в полночь» (режиссёр Николай Фигуровский, «Беларусьфильм», 1958), сериале «Охота на гауляйтера» (режиссёр Олег Базилов, 2012) и в документальном фильме «Убить гауляйтера» (Россия — Беларусь, 2007).
Звание Героя Советского Союза с вручением ордена Ленина и медали «Золотая Звезда» (№ 1209) Надежде Викторовне Троян присвоено 29 октября 1943 года за мужество и героизм, проявленные в борьбе с немецко-фашистскими захватчиками.
После войны в 1947 году окончила 1-й Московский медицинский институт. Работала директором НИИ санитарного просвещения Министерства здравоохранения СССР, доцентом кафедры хирургии 1-го Московского медицинского института. Была членом президиума Советского комитета ветеранов войны, членом Комитета защиты мира, председателем исполкома Союза обществ Красного креста и Красного полумесяца СССР, членом Совета международной Федерации борцов сопротивления, сопредседателем Международной организации санитарного просвещения. Подписала коллективное письмо о реабилитации Судоплатова и его зама Эйтингона, посаженных Хрущёвым. В 2005 году инициировала переименование московской станции метро «Измайловский парк» в «Партизанскую» – именно здесь в годы войны тренировались профессиональные партизаны-организаторы перед заброской в тыл врага.
Проживала в Москве. Похоронена на Троекуровском кладбище в Москве.
Мужем Н. В. Троян был военный корреспондент В. И. Коротеев (1911—1964).
Сын — Александр Васильевич Коротеев (1948—1989), врач.
Сын — Алексей Васильевич Коротеев (род. 1954) — кардиохирург.

## Память
Имя Надежды Троян присвоено московской школе № 1288. В школе ей посвящена большая экспозиция: выставлены фотографии и её награды. 
В преддверии Дня Победы 7 мая 2022 года средней школе № 2  Верхнедвинска присвоено имя Героя Советского Союза Надежды  Викторовны Троян.
22 октября 2021 года у здания учебного корпуса № 9 школы № 1288 открыт бюст разведчицы работы скульптора Салавата Щербакова.
На здании Первого московского медицинского университета имени Сеченова 25 октября 2013 года была открыта мемориальная доска.
4 июля 2024 года имя Надежды Троян было присвоено бывшему Хорошёвскому тупику (Проектируемому проезду № 5490) и Проектируемому проезду № 6157) в Хорошёвском районе Северного административного округа Москвы.

## Награды
- Медаль «Золотая Звезда» Героя Советского Союза № 1209 (29 октября 1943);
- медаль «Партизану Великой Отечественной войны»[7];
- орден Ленина (29 октября 1943);
- орден Отечественной войны I степени;
- два ордена Трудового Красного Знамени;
- орден Красной Звезды;
- орден Дружбы народов (7 апреля 1994 года) — за заслуги в ветеранском движении и активное участие в патриотическом воспитании молодёжи[8];